# Paramacronychia
Paramacronychia is een vliegengeslacht uit de familie van de dambordvliegen (Sarcophagidae).

## Soorten
- P. flavipalpis (Girschner, 1881)